# Группа классов преобразований поверхности
Группа классов преобразований поверхности — это группа гомеоморфизмов с точностью до непрерывной деформации. 
Она естественно возникает при изучении трёхмерных многообразий и связана с другими группами, в частности с группами кос и группой внешних автоморфизмов группы.
Группа классов отображений может быть определена для произвольных многообразий и для произвольных топологических пространств, но случай поверхностей является наиболее изученным в теории групп.

## История
Начало изучению групп классов отображений было положено Максом Деном и Якобом Нильсеном.
Ден построил конечную систему образующих этой группы,
а Нильсен доказал, что все автоморфизмы фундаментальных групп поверхностей инициируются гомеоморфизмами.
В середине семидесятых Уильям Тёрстон использовал эту группу при изучении трёхмерных многообразий.
Позднее группа классов стала изучаться в геометрической теории групп, где она служит полигоном для различных гипотез и разработке технических инструментов.

## Определение
Пусть {\displaystyle S} есть связная, замкнутая, ориентируемая поверхность, и {\displaystyle \mathrm {Homeo} ^{+}(S)} есть группа её гомеоморфизмов, сохраняющих ориентацию, снабжённая компактно-открытой топологией.
Связная компонента единицы в {\displaystyle \mathrm {Homeo} ^{+}(S)}  обозначается {\displaystyle \mathrm {Homeo} _{0}(S)}.
Она состоит из гомеоморфизмов {\displaystyle \mathrm {Homeo} ^{+}(S)}, изотопных тождественному гомеоморфизму.
Подгруппа {\displaystyle \mathrm {Homeo} _{0}(S)}  является нормальной подгруппой {\displaystyle \mathrm {Homeo} ^{+}(S)}.
Группа классов преобразований поверхности отображений {\displaystyle S} определяется как факторгруппа
{\displaystyle \mathrm {Mod} (S)=\mathrm {Homeo} ^{+}(S)/\mathrm {Homeo} _{0}(S).}

#### Замечания
- Если в этом определении использовать все гомеоморфизмы (не только сохраняющие ориентацию), получаем расширенную группу классов преобразований {\displaystyle \mathrm {Mod} ^{\pm }(S)}, в которой группа {\displaystyle \mathrm {Mod} (S)} содержится как подгруппа индекса 2.
- Это определение также может быть дано для категории диффеоморфизмов. Точнее, если слово «гомеоморфизм» заменить везде на «диффеоморфизм», мы получаем ту же группу, поскольку включение {\displaystyle \mathrm {Diff} ^{+}(S)\subset \mathrm {Homeo} ^{+}(S)} индуцирует изоморфизм соответствующими классами.
- В случае, когда {\displaystyle S} — компактная поверхность с краем {\displaystyle \partial S}, в определении берутся только гомеоморфизмы, фиксирующие все точки на краю.
- Для поверхностей с выколотыми точками группа определяется точно так же, как указано выше.
  - Обратите внимание, что отображению классов разрешается переставлять выколотые точки, но не компоненты края.

## Примеры
- Группа классов преобразований сферы — тривиальна.
- Группа классов отображений тора {\displaystyle \mathbb {T} ^{2}=\mathbb {R} ^{2}/\mathbb {Z} ^{2}} естественно изоморфна модулярной группе {\displaystyle \mathrm {SL} _{2}(\mathbb {Z} )}.
- Группа классов отображений кольца является циклической группой, образованной одним скручиванием Дена.
- Группа кос с n нитями естественным образом изоморфна группе классов преобразований диска n выколотыми точками.

## Свойства
- Группа классов преобразований поверхности счётная.
- Расширенная группа классов преобразований поверхности без края изоморфна группе автоморфизмов её фундаментальной группы.
  - Более того, любой автоморфизм фундаментальной группы индуцируется некоторым гомеоморфизмом поверхности.
  - Вообще говоря, утверждение перестаёт быть верным для поверхностей с краем. В этом случае фундаментальная группа является свободной группой, и группа внешних автоморфизмов группы включает группу классов преобразований поверхности как собственную подгруппу.
- Для компактной поверхности {\displaystyle S} и {\displaystyle x\in S} существует точная последовательность
{\displaystyle 1\to \pi _{1}(S,x)\to \mathrm {Mod} (S\setminus \{x\})\to \mathrm {Mod} (S)\to 1.}
- Любой элемент {\displaystyle \alpha } группы классов преобразований поверхности попадает в одну из трёх категорий:
  - {\displaystyle \alpha } имеет конечный порядок (то есть {\displaystyle \alpha ^{n}=1} для некоторого {\displaystyle n});
  - {\displaystyle \alpha } приводим, то есть существует набор непересекающихся замкнутых кривых на {\displaystyle S}, сохраняющихся под действием {\displaystyle \alpha };
  - {\displaystyle \alpha } псевдо-Аносов[англ.].
- Группа классов преобразований поверхности может быть порождена
  - Двумя элементами[3]
  - Инволюциями[4]
  - Существует конечное задание с скручиваниями Дена как образующими.
    - Наименьшее число скручиваний Дена, образующих группу классов преобразований поверхности рода {\displaystyle g\geqslant 2}, равно {\displaystyle 2g+1}.
- Группа классов преобразований поверхности естественно действует на её пространстве Тейхмюллера.
  - Это действие собственно разрывное, не свободно.
  - Метрики на пространстве Тейхмюллера могут быть использованы для установления некоторых глобальных свойств группы классов преобразований. Например из этого следует, что максимальная квази-изометрически вложенная плоскость в группу классов преобразований поверхности рода {\displaystyle g} имеют размерность {\displaystyle 3g-3+k}.[5]
- Группа классов преобразований поверхности естественно действует на комплексе кривых[англ.] поверхности. Это действие, вместе с комбинаторно-геометрическими свойствами комплекса кривых, может быть использовано для доказательства различных свойств группы классов преобразований.
  - В частности, это объясняет наличие у группы некоторых свойств, близких к гиперболичности Громова.
- Первые гомологии группы классов преобразований поверхности конечны.
  - Из этого следует, что первые группы когомологий также конечны.
- Группа классов преобразований поверхности остаточно конечна.
- Группа классов преобразований поверхности имеет только конечное число классов сопряжённости.
- Неизвестно, является ли группа классов преобразований поверхности линейной группой. Кроме симплектических представлений на гомологиях, известны и другие линейные представления, вытекающие из топологической квантовой теории поля. Образы этих представлений содержатся в арифметических группах, которые не являются симплектическими[6].
- Размерность нетривиального действия группы классов преобразований поверхности рода {\displaystyle g} не может быть меньше {\displaystyle 2{\sqrt {g-1}}}[7].